# Berenice (Händel)
Berenice (títol original en italià, en català Berenice), Händel-Werke-Verzeichnis 38, és una obra dramaticomusical en tres actes composta el 1709 per Georg Friedrich Händel sobre un llibret en italià d'Antonio Salvi. Es va estrenar el 18 de maig de 1737 al Theatre Royal, Covent Garden de City and Liberty of Westminster.